# Grégory Rast
Grégory Rast (ur. 17 stycznia 1980 w Cham) – szwajcarski kolarz szosowy, zawodnik profesjonalnej grupy Trek-Segafredo. 
Dwukrotny mistrz Szwajcarii w wyścigu ze startu wspólnego, zwycięzca Tour de Luxembourg (2007), szósty kolarz Tour de Pologne 2008, olimpijczyk.

## Najważniejsze osiągnięcia
2002
- 1. miejsce w mistrzostwach Szwajcarii do lat 23 (start wspólny)

2004
- 1. miejsce w mistrzostwach Szwajcarii (start wspólny)

2005
- 3. miejsce w Paryż-Bourges

2006
- 1. miejsce w mistrzostwach Szwajcarii (start wspólny)
- 2. miejsce w Giro del Piemonte
- 3. miejsce w Grosser Preis des Kantons Aargau
- 6. miejsce w Vattenfall Cyclassics

2007
- 1. miejsce w Tour de Luxembourg
  - 1. miejsce na 4. etapie

2008
- 1. miejsce na prologu Tour of Turkey
- 6. miejsce w Tour de Pologne

2009
- 1. miejsce na prologu Tour de Luxembourg
- 1. miejsce na 4. etapie Tour de France (jazda druż. na czas)

2011
- 4. miejsce w Paryż-Roubaix

2012
- 8. miejsce w igrzyskach olimpijskich (start wspólny)

2013
- 1. miejsce na 6. etapie Tour de Suisse